# Santa María la Real (Sangüesa)

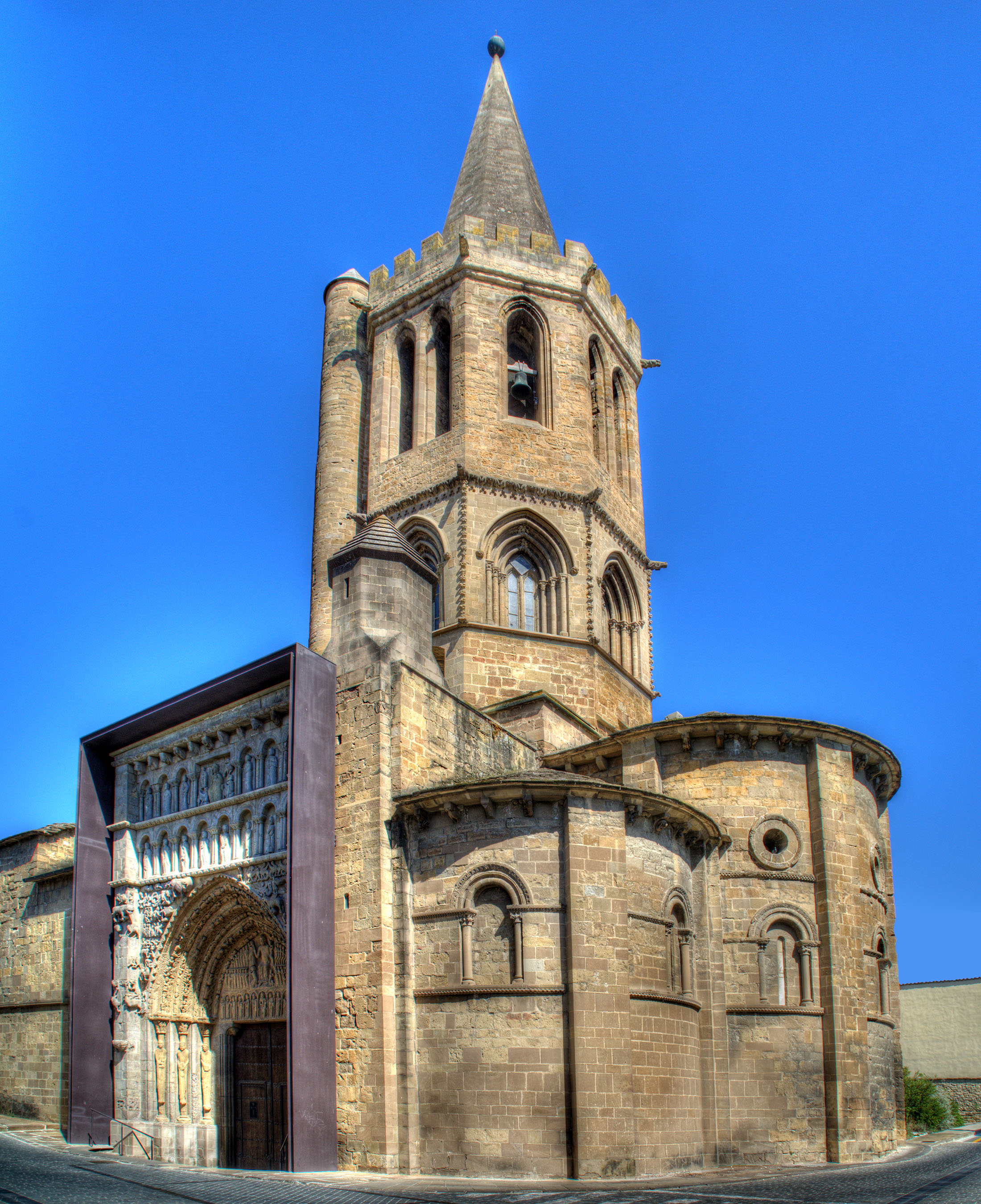
Pfarrkirche Santa María la Real

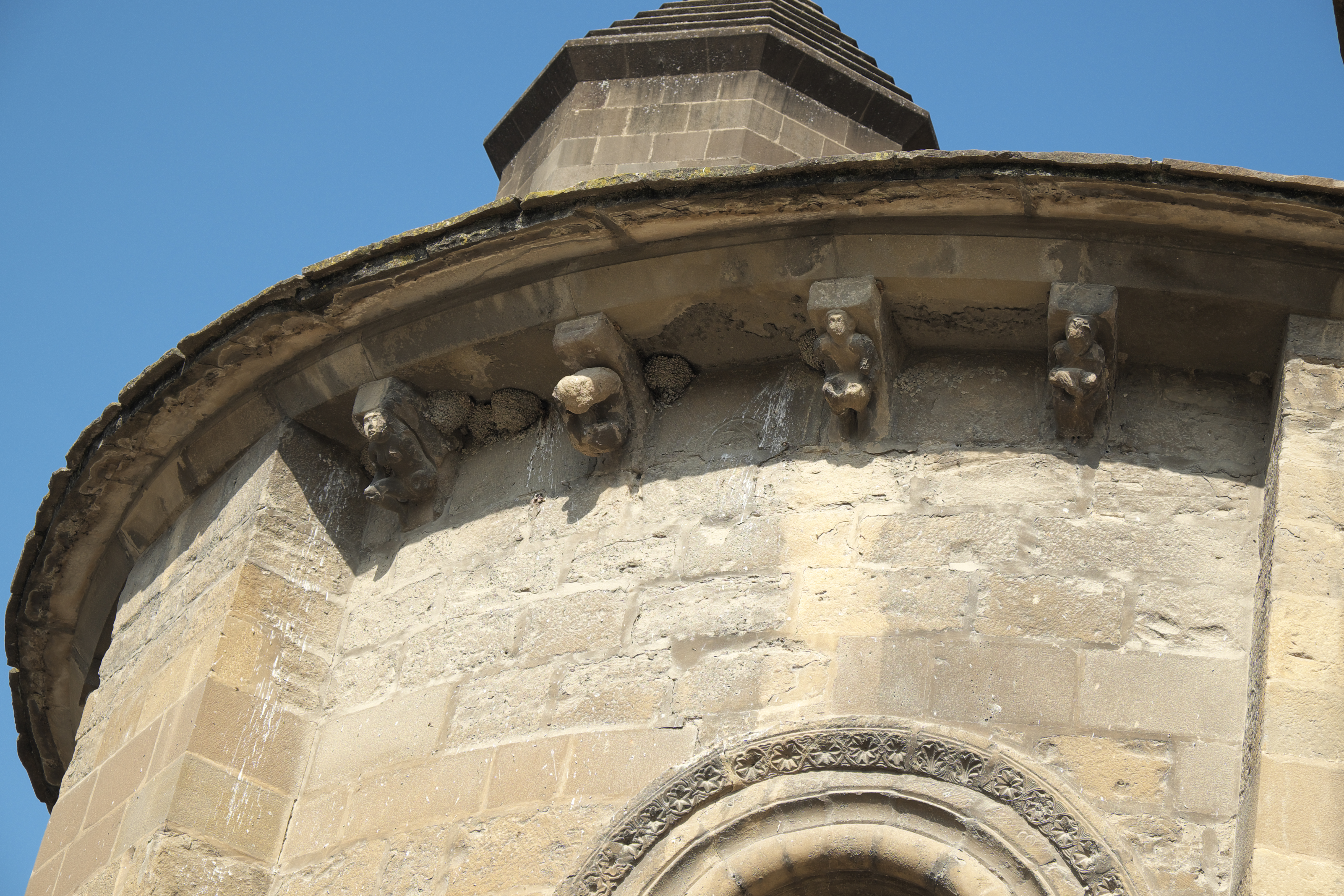
Konsolsteine der südlichen Apsis

Die katholische Pfarrkirche Santa María la Real in Sangüesa, einer Stadt am Jakobsweg in der spanischen Autonomen Region Navarra, wurde im 12./13. Jahrhundert errichtet. Die Kirche besitzt ein prächtiges Südportal mit romanischem Skulpturenschmuck, im Inneren ist ein platereskes Altarretabel aus dem 16. Jahrhundert erhalten. Bereits im Jahr 1889 wurde die Kirche zum Baudenkmal (Bien de Interés Cultural) erklärt.

## Geschichte
Bereits im 11. Jahrhundert wurde in Sangüesa eine Brücke über den Río Aragón gebaut, über die der Camino Aragonés, eine Route des Jakobswegs, führte. Ende des 11. Jahrhunderts ließ Sancho Ramírez, König von Aragón und Navarra, in unmittelbarer Nähe dieser Brücke einen Palast errichten. Innerhalb des Palastbezirks wurde auch die Kirche Santa María la Real erbaut. Die erste schriftliche Erwähnung der Kirche stammt aus dem Jahr 1131, als Alfons I., der Sohn und Nachfolger von Sancho Ramírez, den Palast einschließlich der Kirche Santa María dem Orden vom Hospital des Heiligen Johannes zu Jerusalem vermachte, der bis 1351 in Sangüesa eine Kommende unterhielt. In der Folge gingen die Besitzungen auf das Bistum Pamplona über.

## Architektur

### Außenbau
Das dreigeteilte romanische Chorhaupt stammt aus der Zeit um 1131, der ersten Bauphase der Kirche. Die mittlere Apsis ist breiter und höher als die beiden seitlichen; sie ist von drei schlanken Rundbogenfenstern mit eingestellten Säulen und drei Okuli durchbrochen. Schmucklose Strebepfeiler gliedern die Außenmauern. Die Konsolsteine unter der Dachtraufe sind größtenteils erneuert, nur noch vier an der südlichen Seitenapsis sind original.
Der Bau des Langhauses erstreckte sich vom späten 12. bis ins 13. Jahrhundert. Über der Vierung erhebt sich der von einem schlanken runden Treppenturm begleitete und mit einem Pyramidendach gedeckte oktogonale Glockenturm. Er wurde am Übergang vom 13. und zum 14. Jahrhundert errichtet und weist mit seinen Spitzbogenfenstern und Wasserspeiern, seinem Kleeblattfries und Krabbendekor deutliche Stilelemente der Gotik auf.

### Südportal

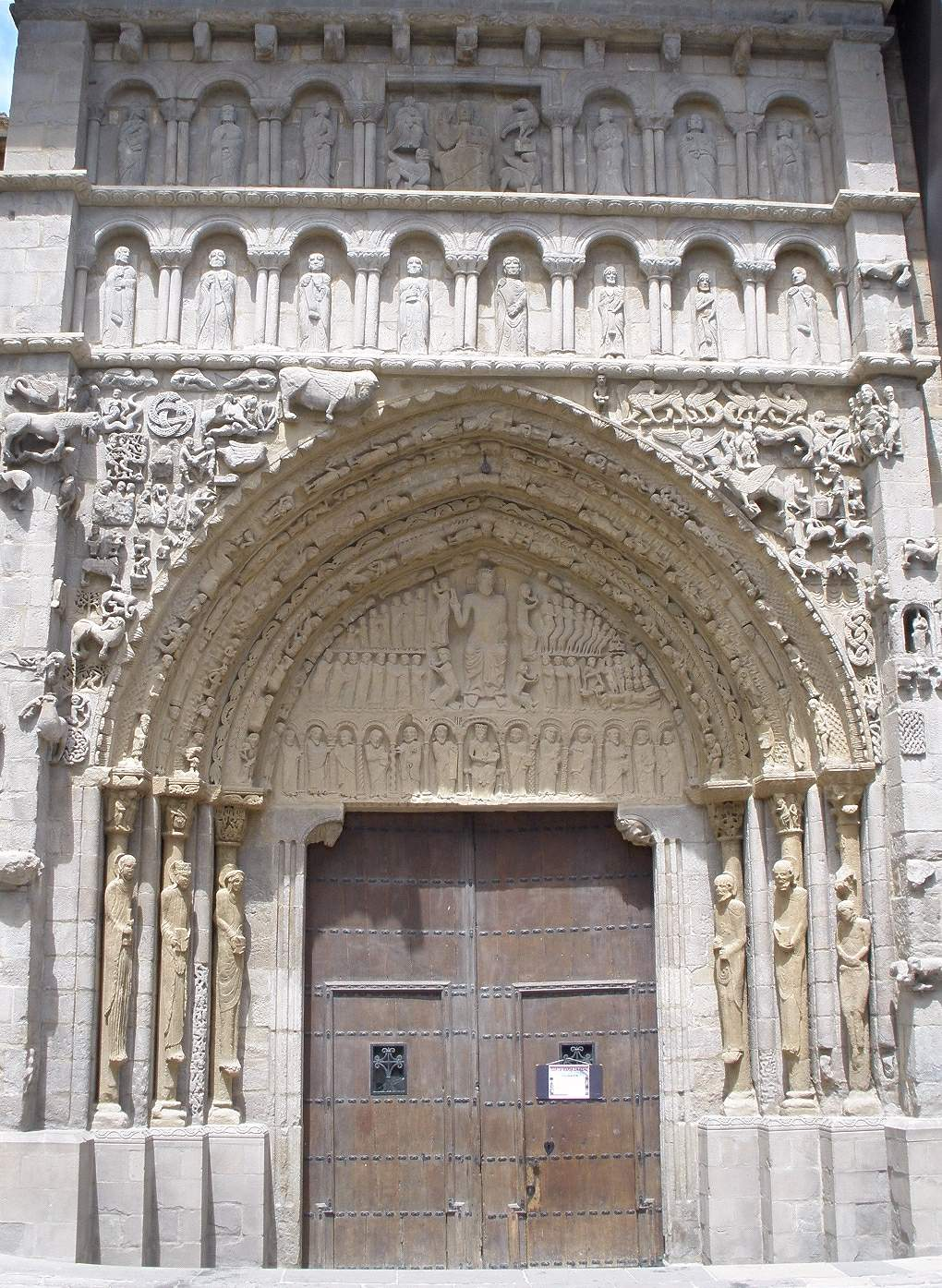
Südportal

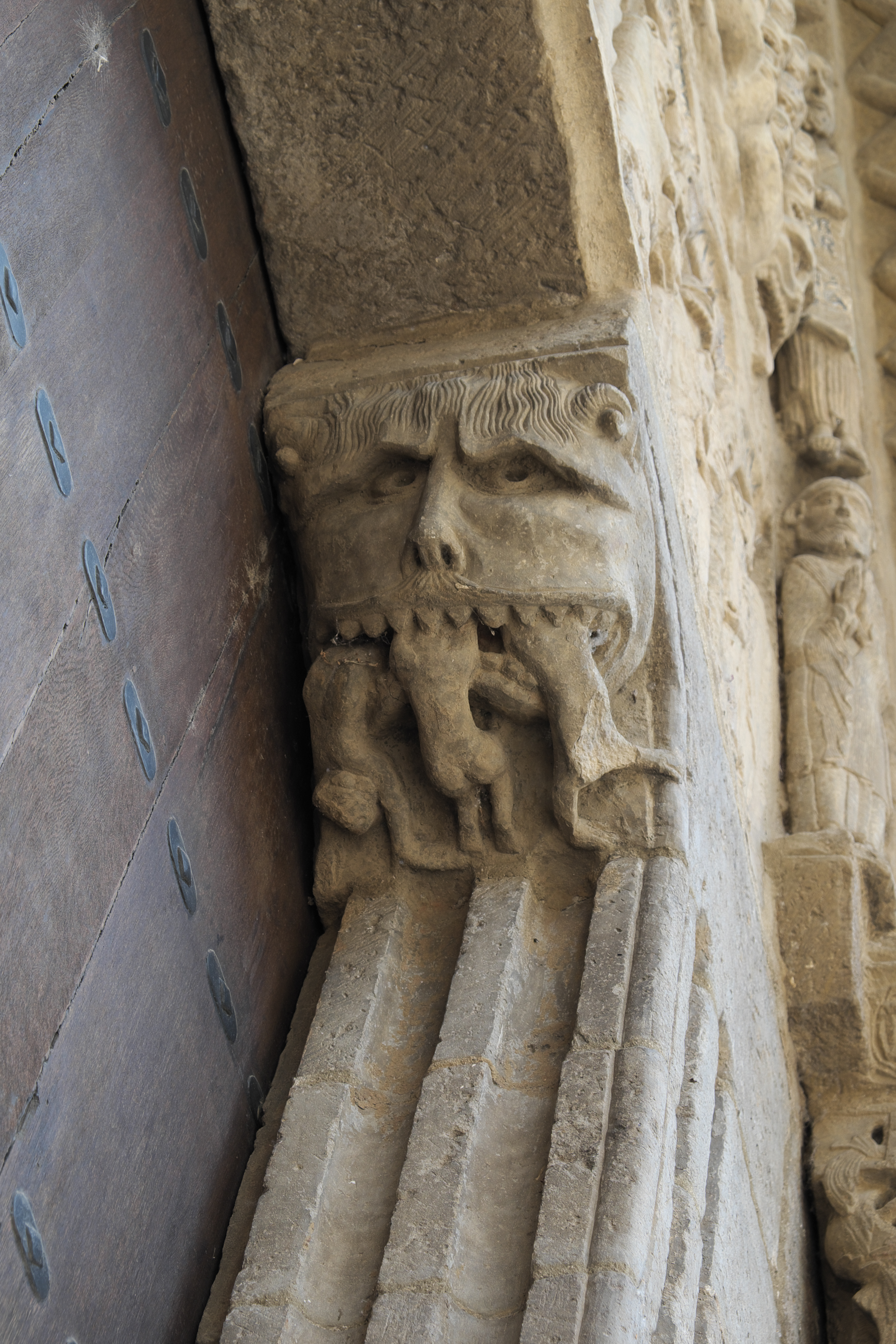
Konsole mit gefräßigem Monsterkopf

Einen außergewöhnlich reichen Skulpturenschmuck weist das Südquerhausportal auf. Es wird seitlich von zwei Strebepfeilern begrenzt und ist von drei Archivolten überfangen, die auf je drei mit schlanken Skulpturen besetzten Säulen aufliegen. Die Figuren auf der linken Seite stellen die drei Marien dar, Maria Magdalena, Maria, die Mutter Jesu, und Maria Salome, die Mutter der Apostel Johannes und Jakobus. Auf dem Buch, das Maria in der Hand hält, ist eine Inschrift mit dem Namen des Bildhauers zu lesen: MARIA MATER XPI LEODEGARIUS ME FECIT („Maria, Mutter Jesu, Leodegarius schuf mich“). Die Figuren der rechten Seite stellen die Apostel Petrus, Paulus und Judas dar. Um den Hals des Letzteren ist das Seil gebunden, mit dem er sich erhängt hat. Die Konsolen (mochetas), auf denen das Tympanon aufliegt, sind als Kuhkopf und als Ungeheuer, das drei Personen verschlingt, gestaltet.
Auch die Archivolten sind mit Personen besetzt – darunter finden sich Bischöfe, Pilger, Musikanten, Krieger und Personen, die verschiedene Handwerksberufe wie Seiler, Metzger oder Schmied verkörpern. Andere Figuren könnten Tugenden und Laster versinnbildlichen.
Auf dem Tympanon ist das Jüngste Gericht dargestellt. Im Zentrum thront Christus als Weltenrichter, flankiert von Engeln, die in Hörner blasen. Zu seiner Rechten stehen die Auserwählten, zu seiner Linken die Verdammten, die nackt dargestellt und von Monstern umgeben sind. Auch der Erzengel Michael, der die Seelen wiegt, ist zu erkennen. In der unteren Ebene sind Maria mit dem Jesuskind auf dem Schoß und die zwölf Apostel vertreten. Die Apostel stehen unter Arkaden, die durch kunstvoll verzierte Säulen voneinander abgetrennt sind. Nur Maria sitzt auf einem Thron.
Über den Archivolten schließen sich zwei Reihen von kleinen Arkaden an, die auf Doppelsäulen mit kunstvollen Kapitellen aufliegen. Die untere Reihe ist mit acht Apostelfiguren besetzt. Die Mitte der oberen Reihe nimmt eine Majestas-Domini-Darstellung ein, um die sich die vier Evangelistensymbole gruppieren. Unter den Arkaden der oberen Reihe stehen zwei Engel und weitere vier Apostel, darunter Petrus, der an seinen Schlüsseln zu erkennen ist.
Auch auf den Strebepfeilern und in den Zwickeln des Portals finden sich weitere Darstellungen von Tieren, Menschen, Fabelwesen, Jagdszenen und biblische Motive. Den oberen Abschluss des Portals bildet ein schmales Vordach, das auf Kragsteinen aufliegt, die mit Tierköpfen skulptiert sind. Auf dem mittleren Kragstein ist ein sich umarmendes Paar zu erkennen.

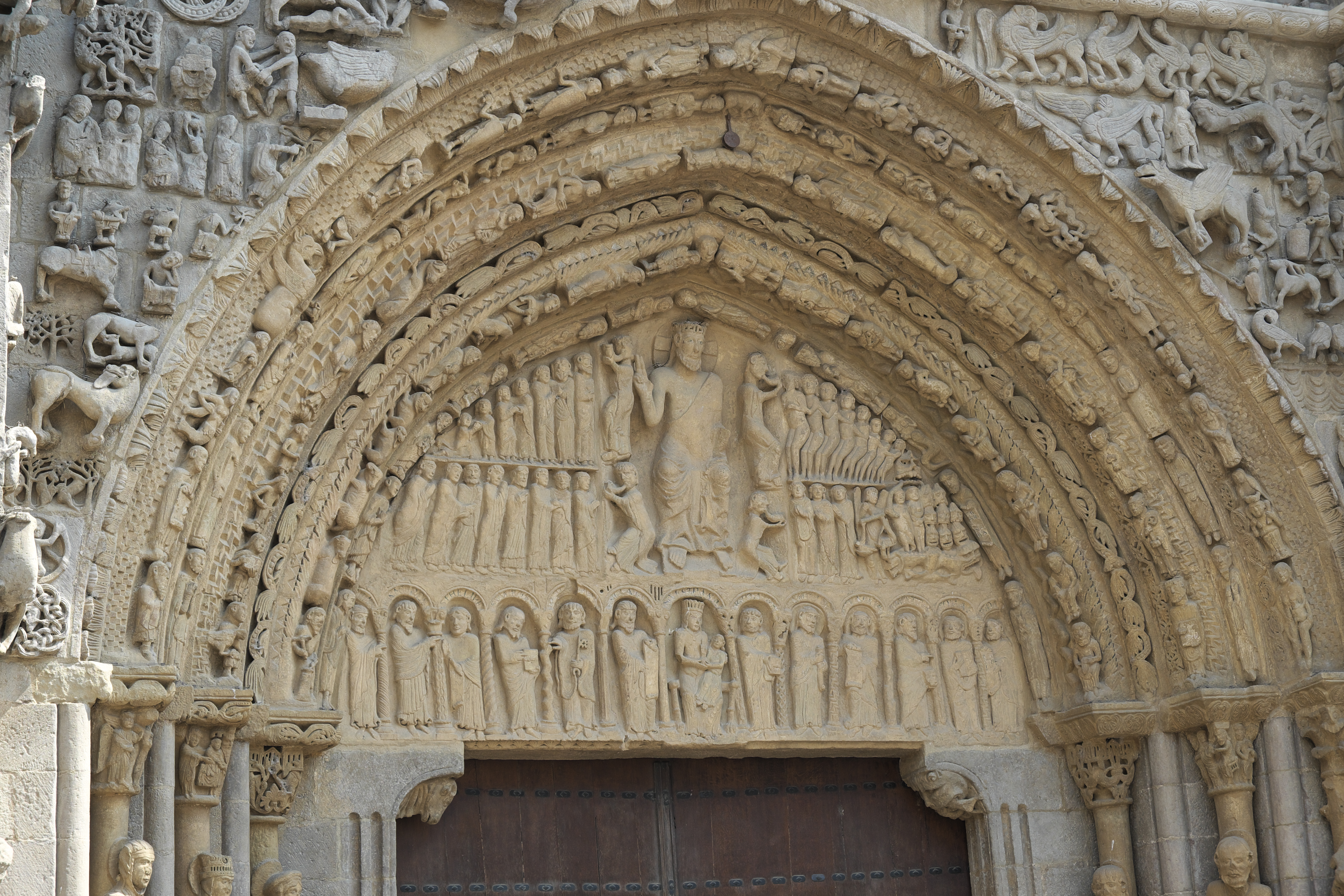
Tympanon
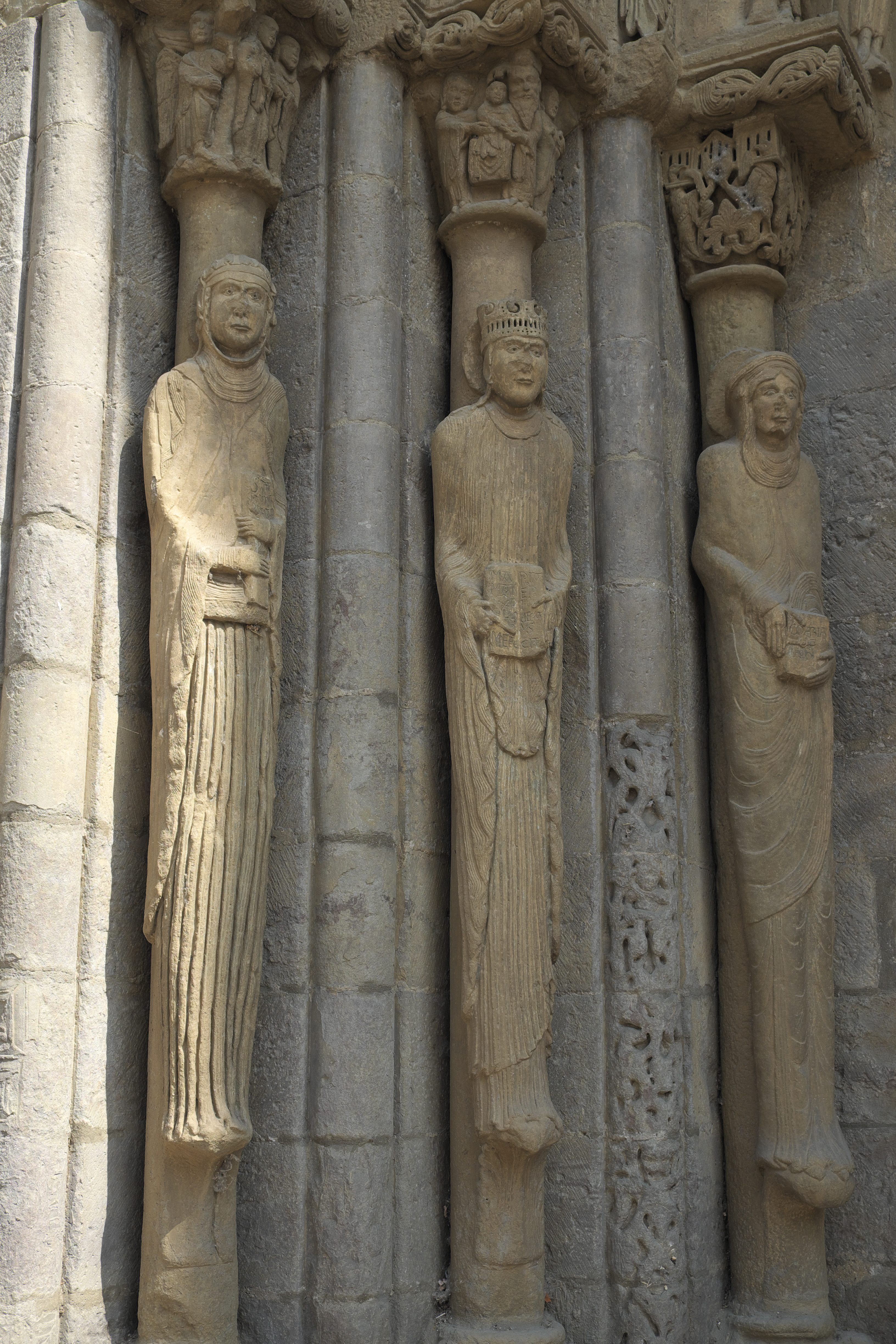
Gewändefiguren der linken Seite
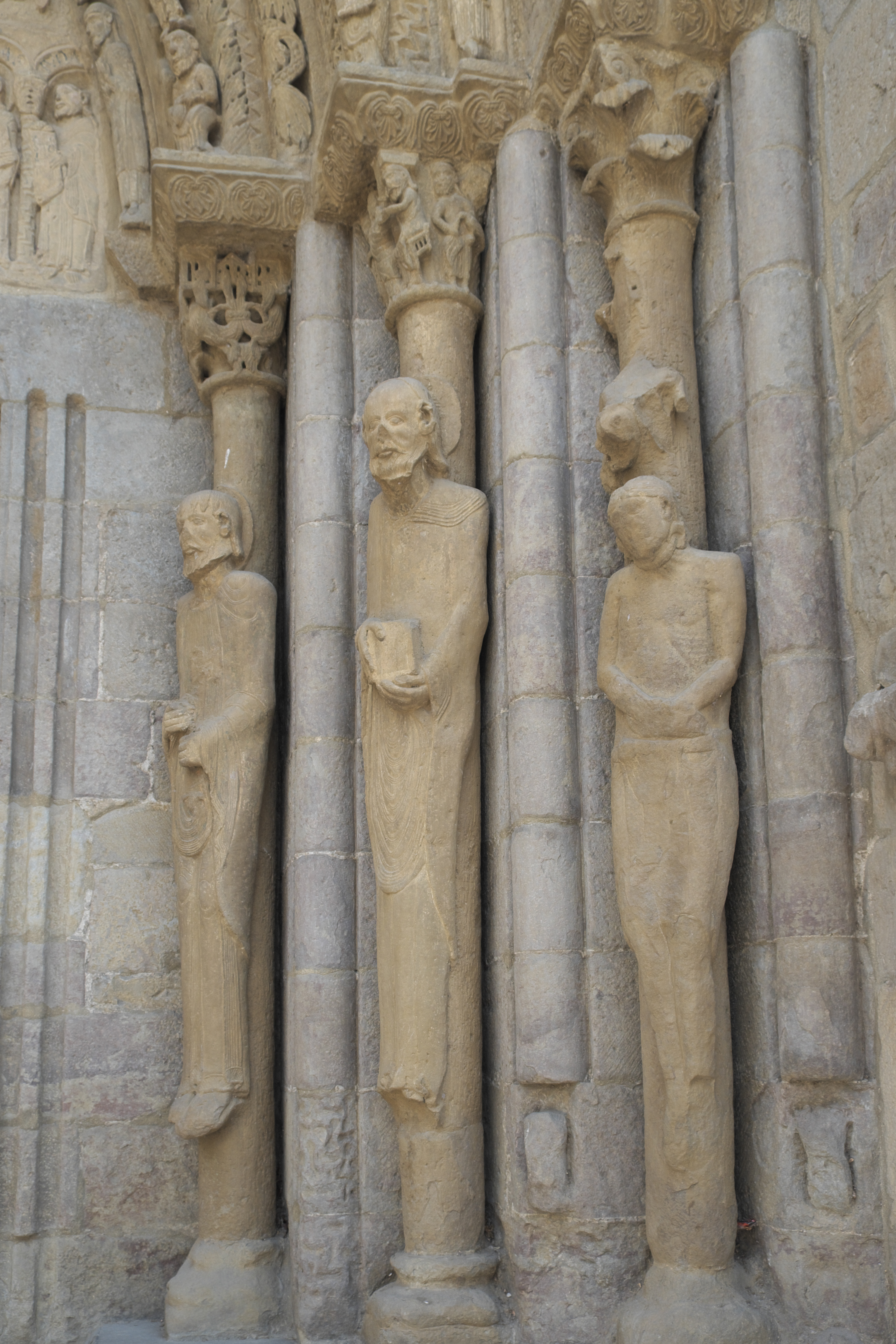
Gewändefiguren der rechten Seite
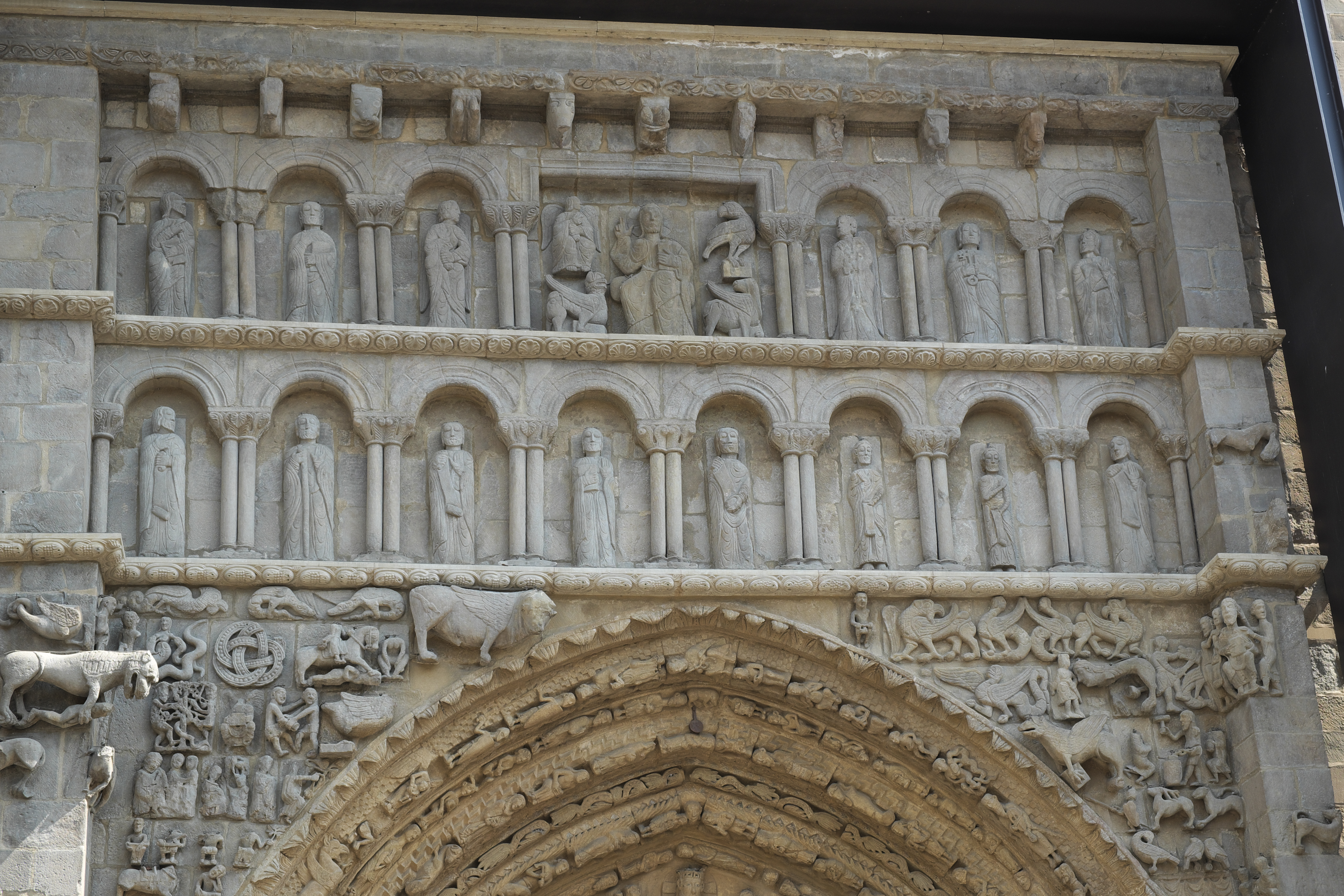
Majestas Domini und Apostel

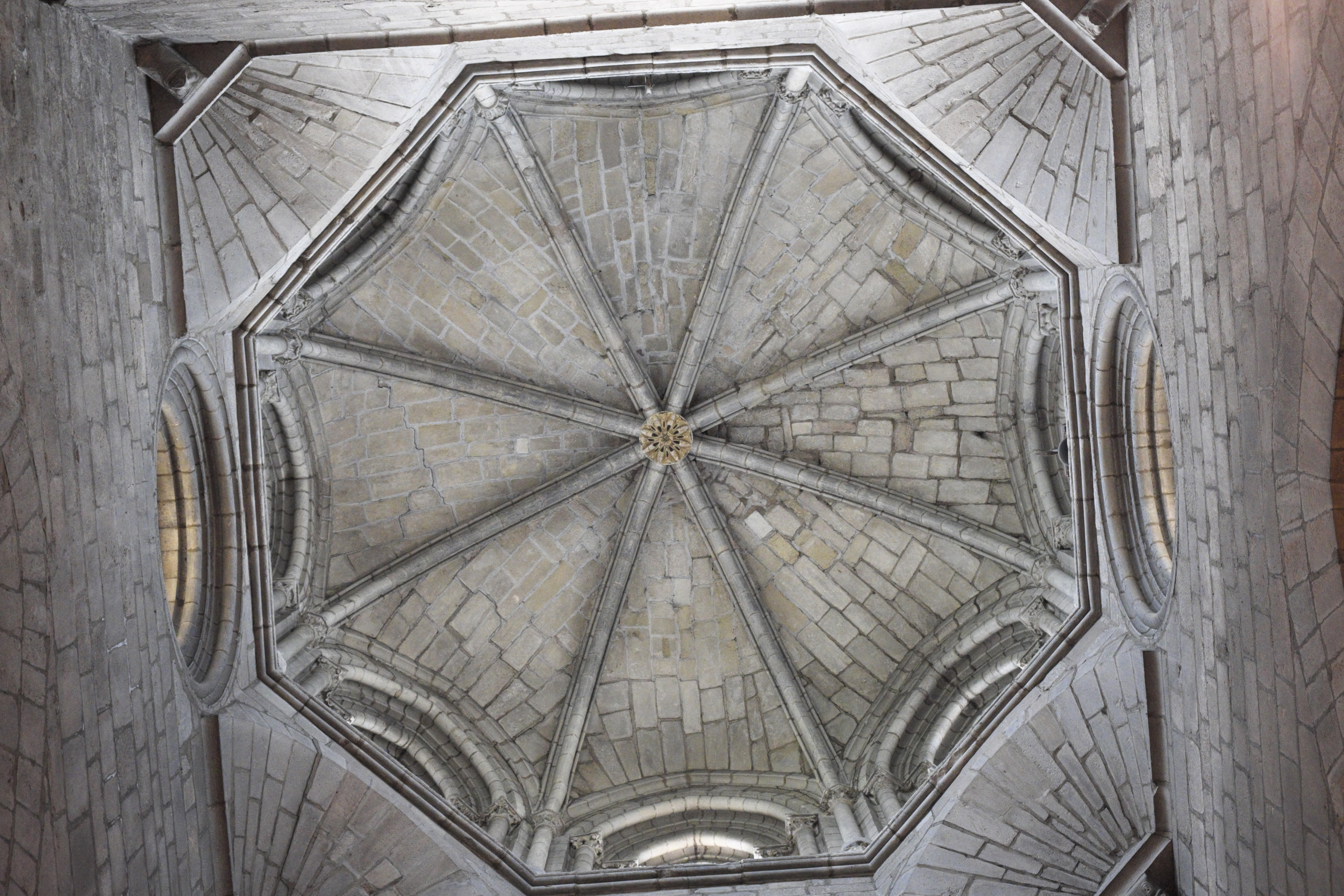
Rippenkuppel über der Vierung

### Innenraum
Das dreischiffige Langhaus der Kirche wird von Bündelpfeilern getrennt; es erstreckt sich nur über zwei Joche. Das Querhaus ragt nicht über das Langhaus hinaus. Eine mächtige, in den Eckzwickeln auf Trompen ruhende und durch acht Fenster belichtete Rippenkuppel überspannt das Vierungsquadrat. Haupt- und Seitenschiffe sind mit Kreuzrippengewölben gedeckt. Alle drei Schiffe münden in den ihnen zugeordneten Apsiden.

## Ausstattung
- Die Hauptapsis wird durch einen plateresken Schnitzaltar aus dem 16. Jahrhundert eingenommen, der dem Bildhauer Jorge de Flandes zugeschrieben wird. In seiner Mitte thront eine Rocamadour-Madonna, in den unteren Szenen sind die Evangelisten mit ihren Symbolen dargestellt. Die seitlichen Szenen geben Stationen aus dem Marienleben wieder wie Verkündigung, Heimsuchung, Geburt Jesu und Anbetung der Heiligen Drei Könige. Die Darstellung der Himmelfahrt Mariens aus dem 18. Jahrhundert ist eine spätere Ergänzung.
- Die Skulptur des hl. Blasius stammt aus dem 15. Jahrhundert.

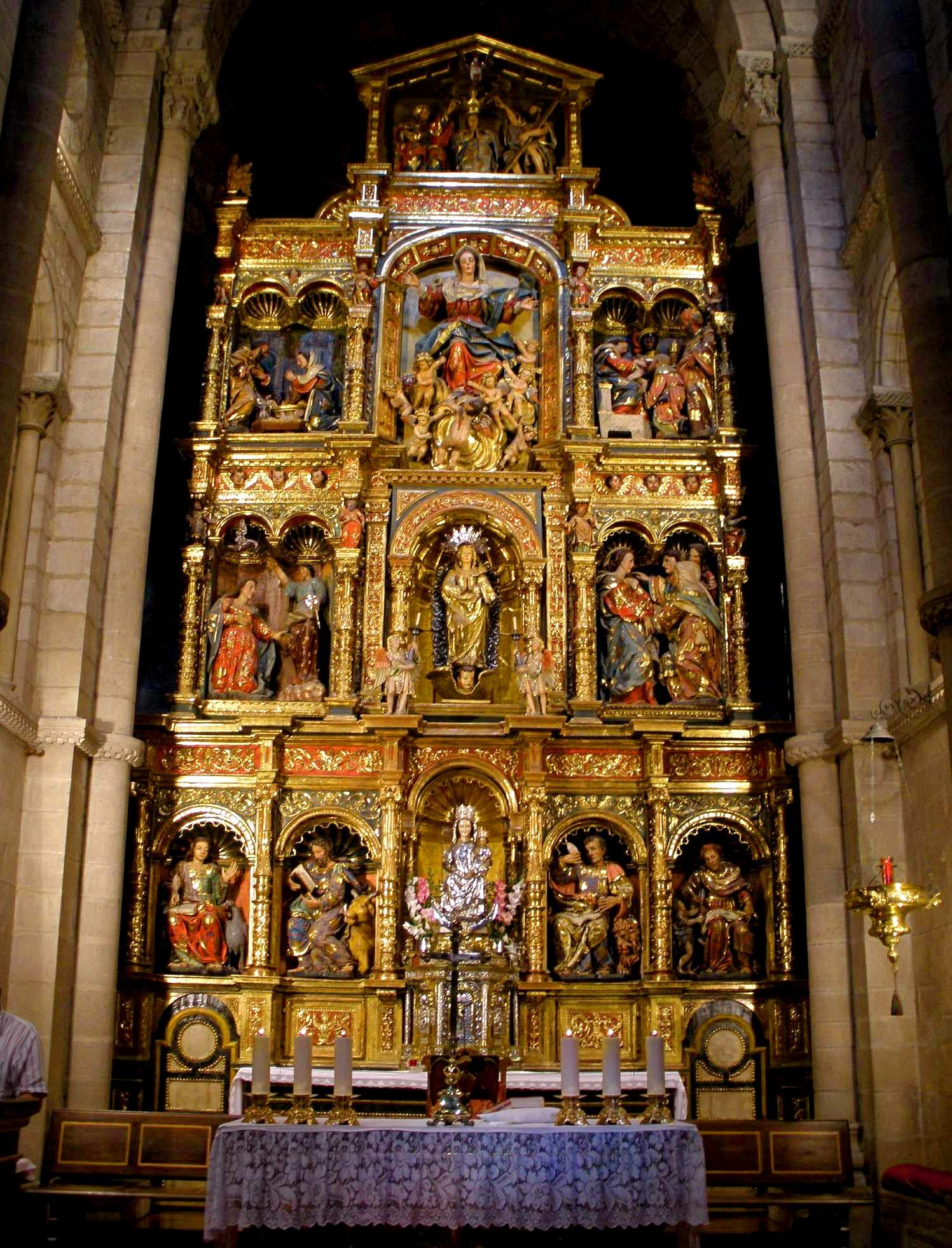
Altarretabel
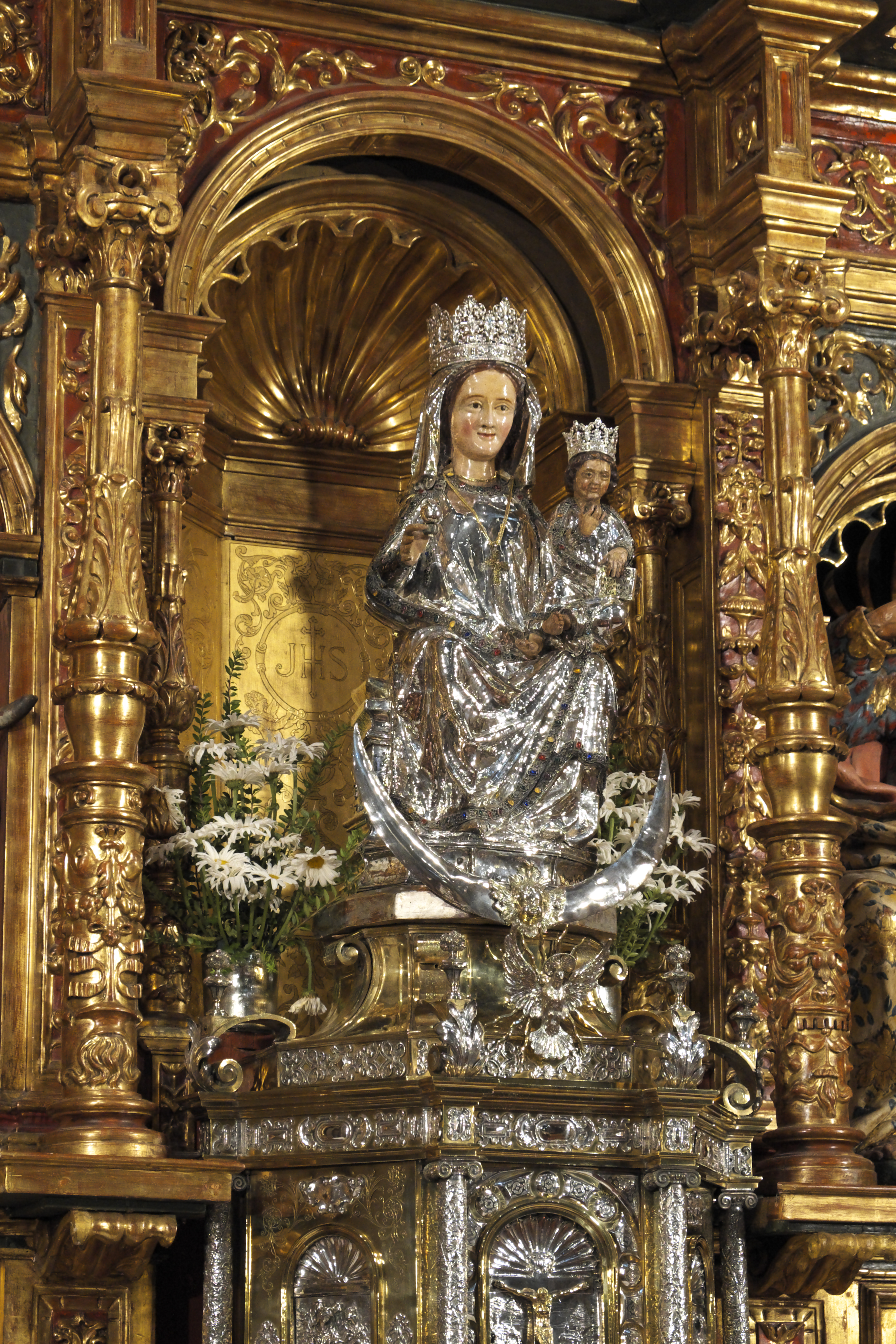
Hauptaltar mit Rocamadour-Madonna
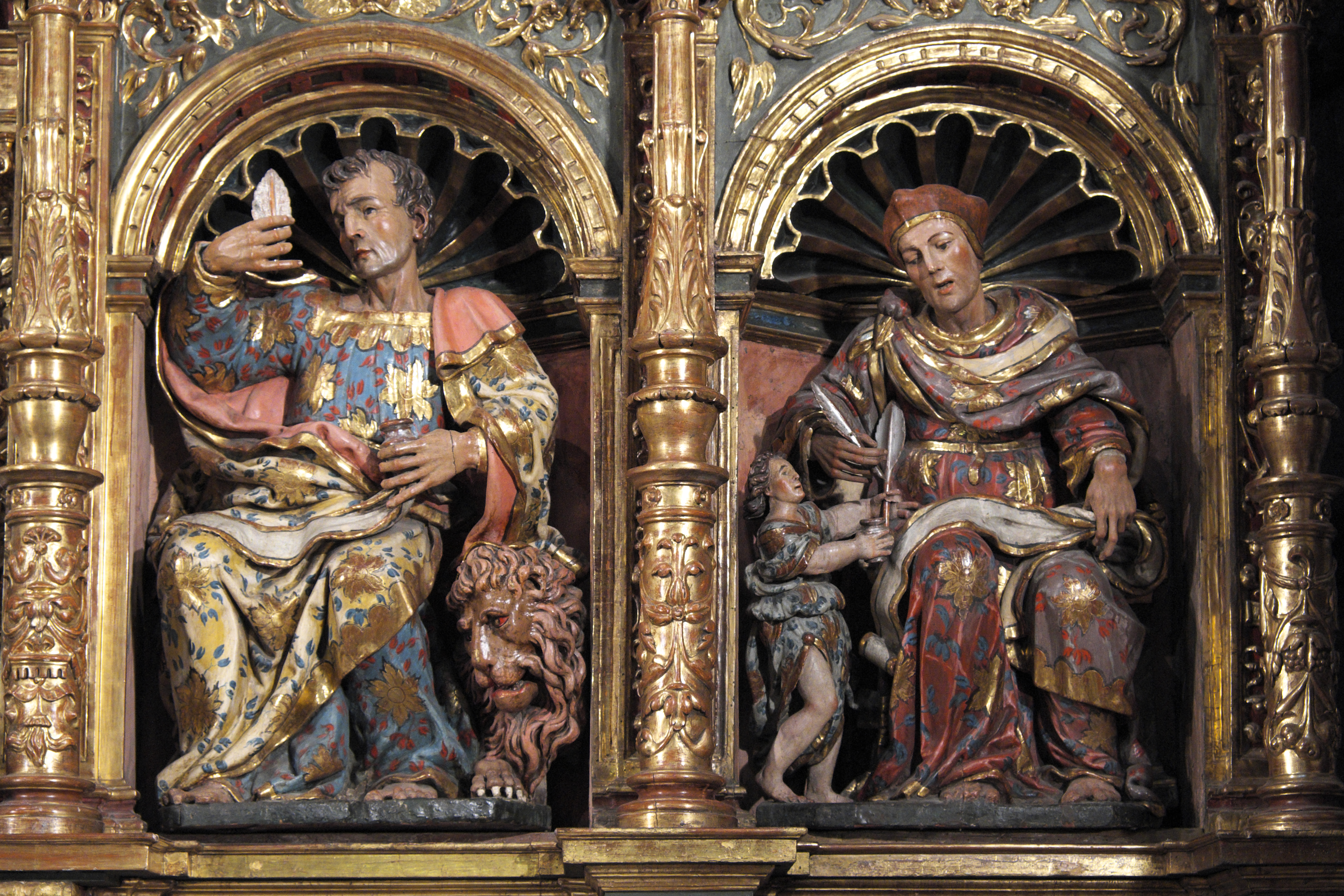
Evangelisten Markus und Matthäus
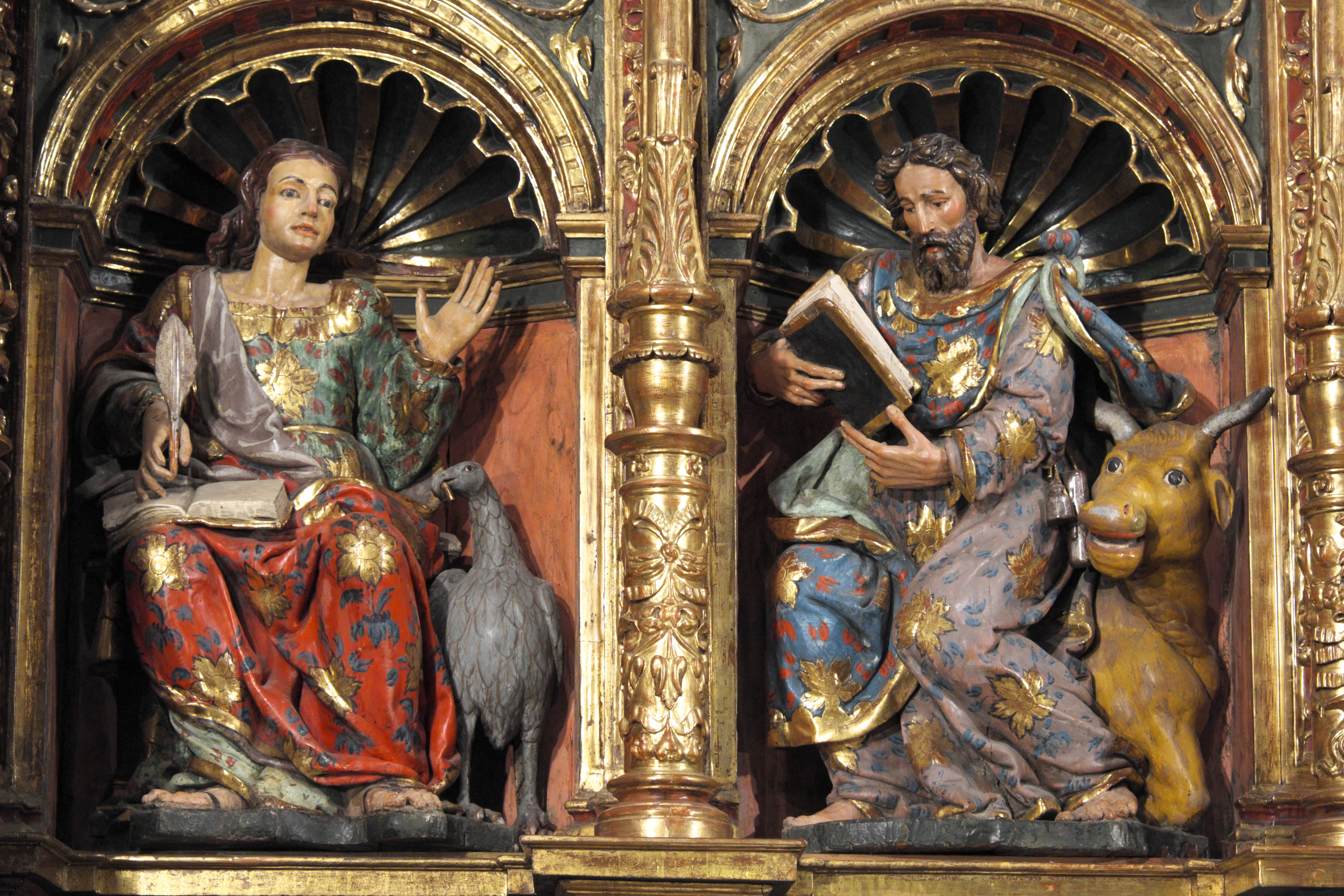
Evangelisten Johannes und Lukas
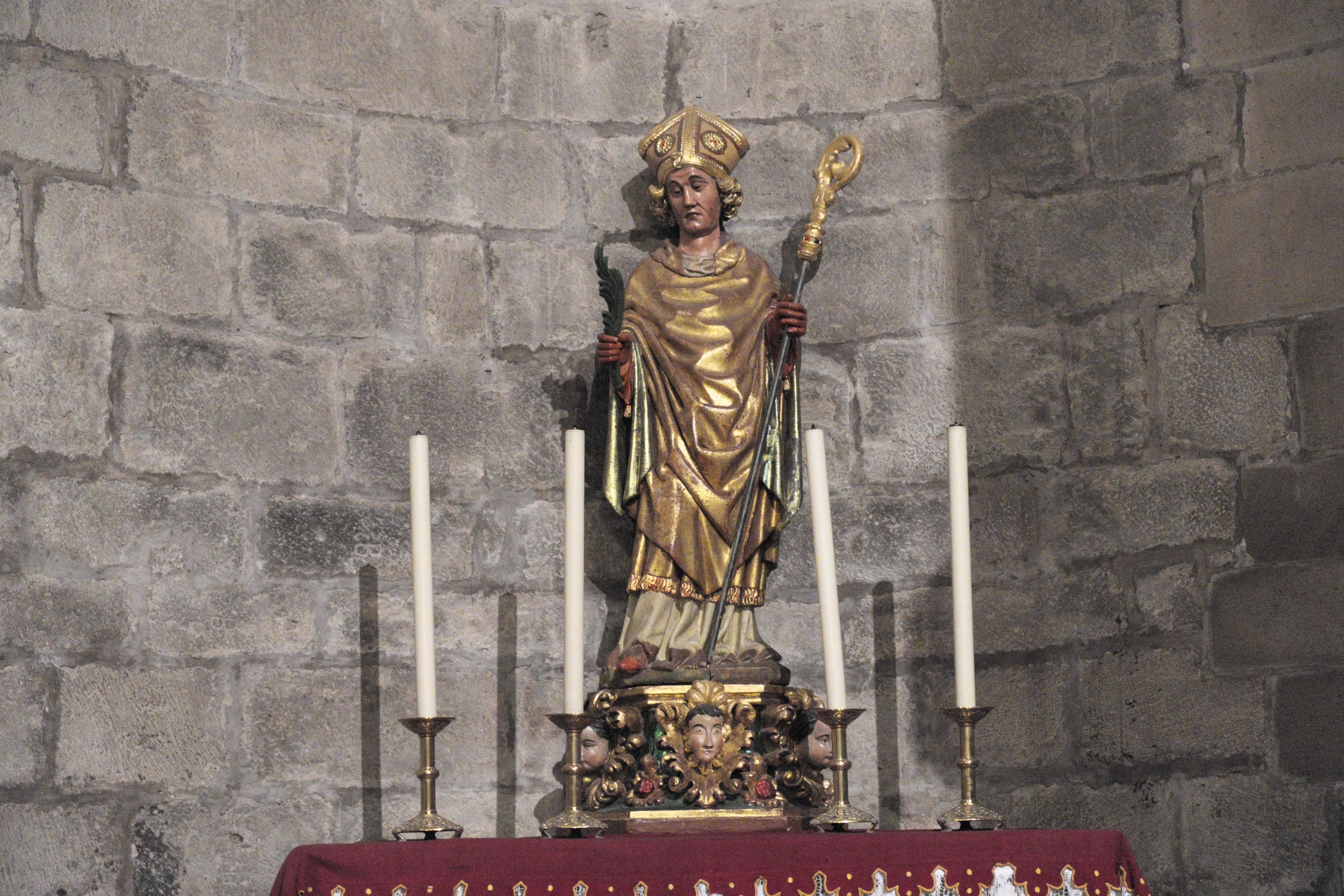
hl. Blasius